# Фрай, Джордан
Джордан Пол Фрай (англ. Jordan Paul Fry, род. 7 июня 1993 года) — американский актёр.

## Биография
Фрай родился в Спокане, 7 июня 1993 года. У Джордана есть сестра Рэйчел и брат Джошуа.
В 2005 году Фрая пригласили на кастинг в фильм Тима Бёртона «Чарли и шоколадная фабрика» на роль Майка Тиви. В 2006 году Фрай снялся в независимом фильме Raising Flagg. Его следующей работой стало озвучивание персонажа в анимационном фильме «В гости к Робинсонам».

## Фильмография
| Год  |     | Русское название           | Оригинальное название             | Роль         |
| ---- | --- | -------------------------- | --------------------------------- | ------------ |
| 2005 | ф   | Чарли и шоколадная фабрика | Charlie and the Chocolate Factory | Майк Тиви    |
| 2006 | ф   | —                          | Raising Flagg                     | Портер Пурди |
| 2007 | мф  | В гости к Робинсонам       | Meet the Robinsons                | Льюис        |
| 2010 | ф   | —                          | The Journey                       | Кайл         |
| 2011 | кор | —                          | An International Love Story       | Джозеф       |
| 2012 | ф   | Игра на выживание          | Gone                              | Джок         |